# Strada statale 2 (Polonia)
La strada statale 2 (sigla DK 2, in polacco droga krajowa 2) è una strada statale polacca che attraversa il Paese da Świecko a Terespol. Fa parte della strada europea E30.